# Noorddeurningen
Noorddeurningen (ook wel bekend als Lubberdink of Moerbeek) is een voormalige havezate in het Nederlandse dorp Noord Deurningen, provincie Overijssel. Het 19e-eeuwse herenhuis is bewaard gebleven als onderdeel van het klooster van de St. Nicolaasstichting. 

## Geschiedenis
De oudste vermelding dateert uit 1353, toen de abdis van het stift Vreden de borgman Nicolaas van Metelen beleende met zowel het Tijhuis als het erve Lubbertinck to Nortdoring. Dit erve Lubberdink was toen nog slechts een boerderij.

### Moerbecke
Johan Moerbecke (†1469) kreeg in 1410 zowel het Lubberdingk als Tijhuis in bezit. Naast het erve Lubberdink werd Johan in 1447 tevens door de Utrechtse bisschop beleend met de tienden over twee stukken land die bij het erve hoorden.
Johan had drie zonen: Wessel, Frederik en Berend. Wessel werd in 1469 namens zijn broer Frederik met de tienden beleend, maar het erve Lubberdink was in leen gegeven aan Johan Giging, onder voorwaarde dat de familie Moerbecke het recht behield op terugkoop van het leen. In 1477 verkocht Berend Moerbecke het erve opnieuw, nu aan Herman Robrink, ook weer met een recht op terugkoop. In 1490 was deze terugkoop kennelijk geregeld, want toen werd Berend door de abdis beleend met het Lubberdink. Ook verkreeg hij de twee tienden toen broer Frederik in 1497 overleed.
In 1526 werd Berends zoon Johan Moerbecke met de goederen beleend. Johan trouwde in 1529 met Anna Reyners en deed in 1531 als riddermatige mee aan de landdag. Hij overleed in 1540.
Johans nog minderjarige zoon Berend kreeg in 1541 het Lubberdink toegewezen, terwijl Tijhuis voor zoon Johan was bedoeld. Deze verdeling werd niet door iedereen gewaardeerd en zou nog geruime tijd voor onderlinge spanningen zorgen. In 1562 was Berend als lid van de Ridderschap aanwezig op een landdag. Hij trouwde met Bye van Barmentlo en kreeg twee kinderen, waarvan zoon Berend junior zijn opvolger werd.

#### Bouw van de havezate
De strijd tijdens de Tachtigjarige Oorlog zorgde rond 1600 ervoor dat het erve Lubberdink werd verwoest. De voortdurende onenigheid binnen de familie over het bezit van Lubberdink werd in 1606 afgesloten: Berend Moerbecke junior werd nu definitief erkend als de eigenaar van dit erve. Hij vestigde zich op het Lubberdink en bouwde daar de adellijke havezate Noorddeurningen.
Berend Moerbecke huwde in 1610 met Ermgard van Barfelt en kreeg een dochter Christina. Toen hij in 1636 overleed erfde Christina de met schulden belaste havezate, waarmee zij in 1638 door de abdis van Vreden werd beleend.

### Van Ittersum
In 1643 trouwde Christina Moerbecke met Bernhard Mum van Schwarzenstein. Het was geen goed huwelijk. Uiteindelijk stierf Christina in 1649 in het kraambed. Bernard Mum verkocht de havezate Noorddeurningen in 1658 aan Robert van Ittersum, ondanks dat Christina's moeder, de weduwe Ermgard, er nog in woonde. Robert werd in 1659 dankzij de havezate lid van de Ridderschap, maar woonde als drost van 's-Hertogenrade in Maastricht. Daar zou hij in 1669 worden doodgeschoten en begraven.
Roberts broer Zeger, eigenaar van de Luttenberg, erfde nu Noorddeurningen. Hij ging er met zijn vrouw Agnes wonen. Toen in het Rampjaar 1672 het gebied werd bezet door troepen van de bisschop van Münster, stelde Zeger zijn huis Noorddeurningen open voor de protestantse kerkdiensten. De bezetting duurde tot 1674. Zeger sneuvelde in 1677 toen hij te Sint-Omaars vocht in het Staatse leger. Nadat ook Agnes was gestorven in 1684, erfde oudste zoon Adolf Caspar de havezate Noorddeurningen, maar vanaf 1690 werd zijn jongere broer Robert er mee beleend.

### Van Rechteren
Robert van Ittersum verkocht kort voor zijn dood in 1708 de havezate aan Adolf Hendrik van Rechteren van Almelo (1656-1731) en diens echtgenote Sofia Juliana von Castell (1673-1758). De havezate was belast met schulden en de door Robert gestarte verbouwing was ook nog niet voltooid. De nieuwe eigenaren moesten dus eerst de schulden regelen en de verbouwing afronden. Toen dat was gebeurd, droegen ze de havezate over aan Adolfs broer Gerhard Borchard, zodat deze het lidmaatschap van de Ridderschap kon verkrijgen en zo toegang kreeg tot de statenvergaderingen van Overijssel. Hij ging echter niet op de havezate zelf wonen, maar verhuurde het huis aan de landrentmeester van Twente.

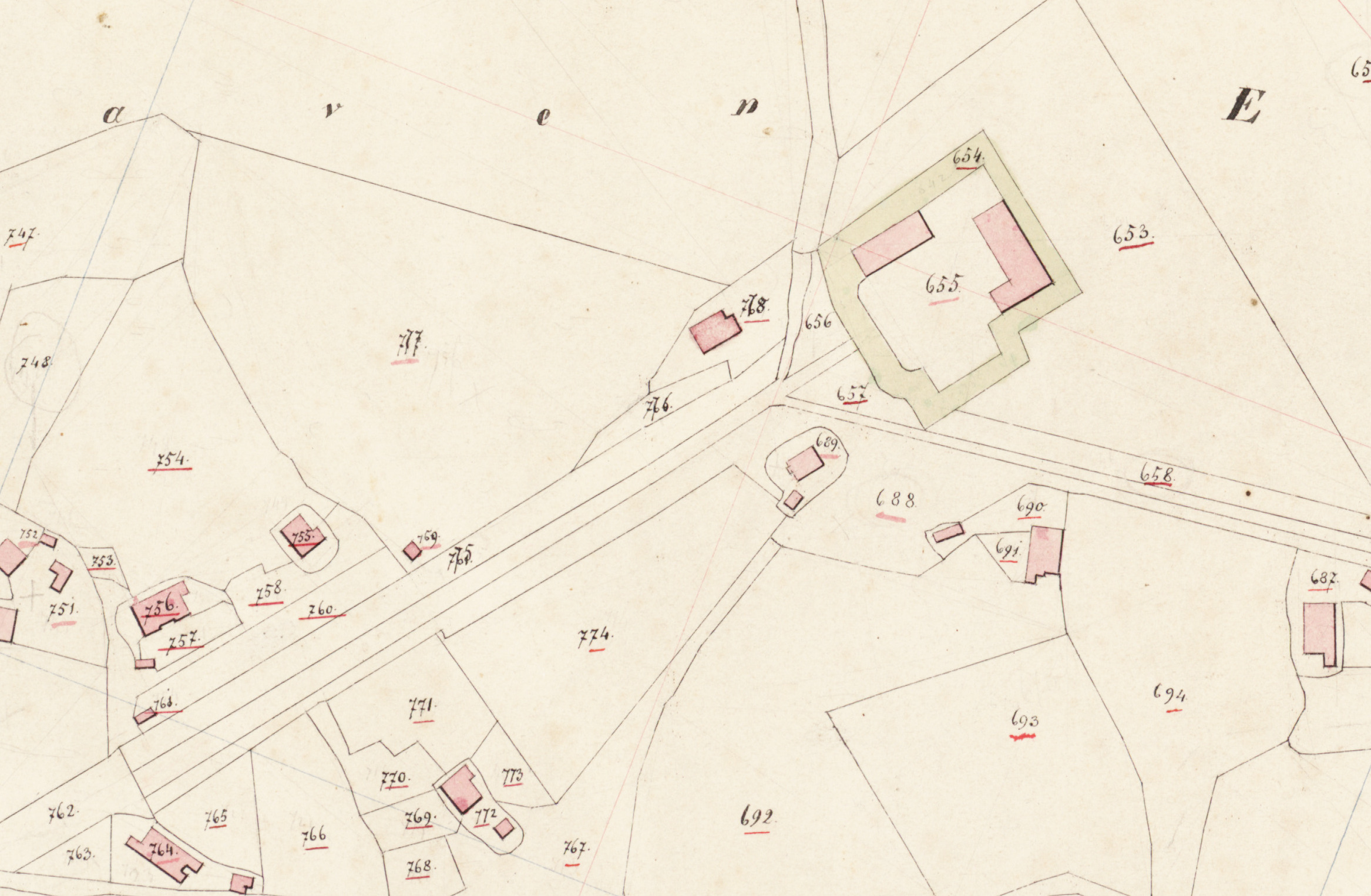
Het omgrachte Noorddeurningen (perceel 655) op de kadastrale kaart van 1811-1832

Vanaf 1722 woonde Frederik Willem (1701-1770), de zoon van Adolf Hendrik en Sofia, op Noorddeurningen. Hij huwde zijn nicht Dorothea Carolina von Castell-Rüdenhausen. Toen zijn vader in 1731 overleed, kon Frederik Willem de havezate aankopen en daarmee lid worden van de Ridderschap. Zijn plannen in 1735/1736 voor een nieuwe verbouwing van het huis gingen niet door vanwege de te hoge kosten. In 1770 overleed hij en zijn oudste zoon Jan Reint van Rechteren (1725-1783) nam de havezate over.
Jan Reint van Rechteren trouwde met zijn nicht Sofia. Hun huwelijk bleef kinderloos en toen Jan Reint in 1783 overleed werd de havezate gelegateerd aan Sofia. Zij gaf de havezate twee jaar later door aan Frederik Reint van Rechteren Limpurg (1752-1842), de jongste zoon uit haar eerdere huwelijk. Voor de havezate Noorddeurningen betekende dit een periode van voornamelijk leegstand. Van 1807 tot 1822 werd het huis verhuurd. Frederik Reint verbleef voornamelijk in het Duitse Würzburg. Hij stierf in 1847.

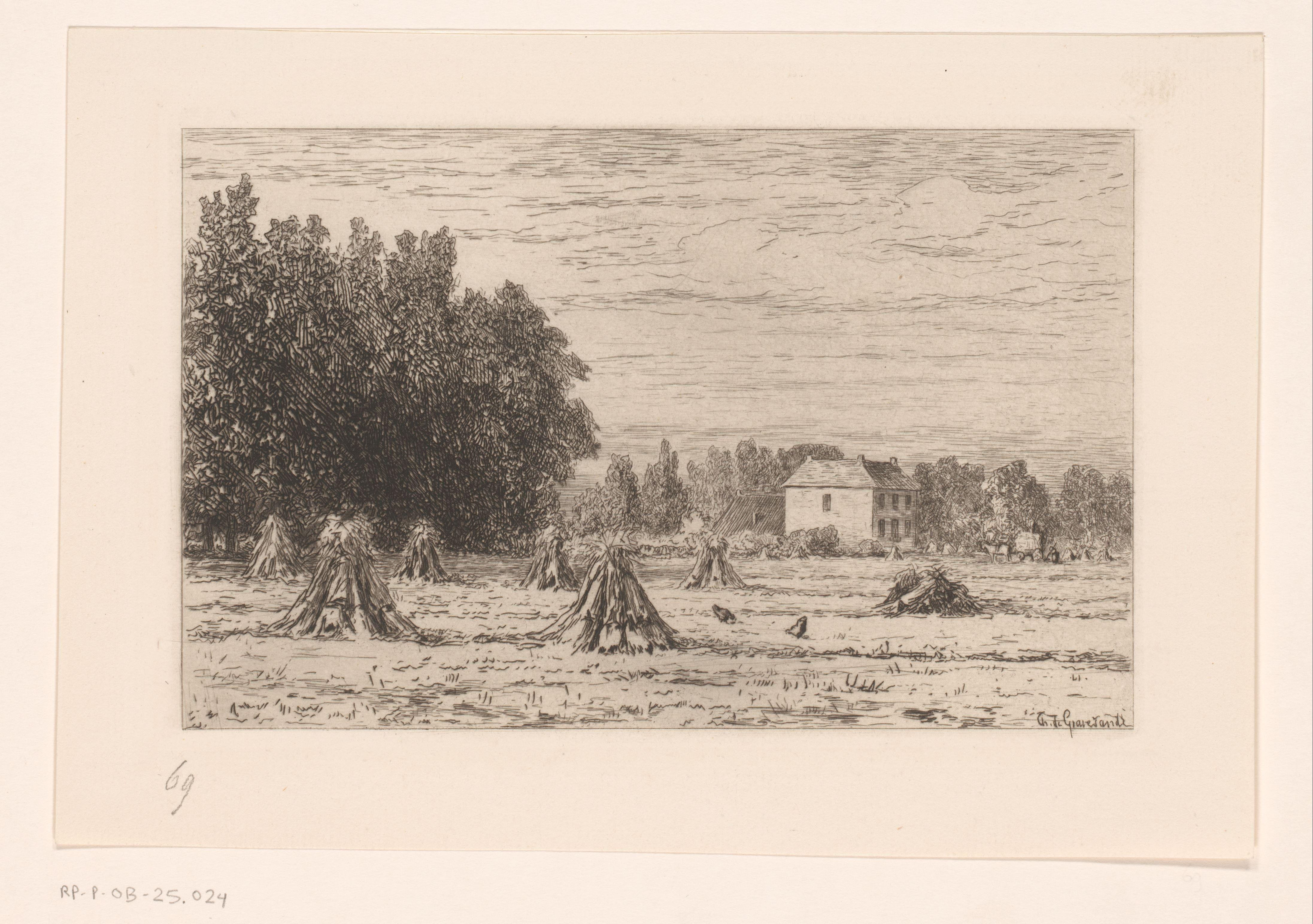
Het in 1863-1864 herbouwde herenhuis

Frederiks jongste zoon Carl Ludwig August (1818-1892) erfde Noorddeurningen. Omdat ook hij in Würzburg woonde, liet hij aanvankelijk een Nederlands familielid de Twentse goederen beheren, maar vanaf 1851 vond het beheer plaats vanuit Duitsland. Dit beheer op afstand bleek onpraktisch, bovendien werd Carl Ludwig onder curatele gesteld vanwege zijn geestelijke onvermogens. In 1856 werd de havezate daarom voor afbraak verkocht.

### Afbraak en herbouw
De nieuwe eigenaar in 1856 werd Johannes Theunis Roessing Udink, die twee jaar later al weer overleed en zo de havezate naliet aan zijn zoon Johan Melchior. Nadat Johan in 1863 was getrouwd met Margaretha Bertha Storm van 's Gravezande wilde hij met haar in zijn huis Noorddeurningen gaan wonen. Daartoe liet hij het oude huis afbreken en door een modern herenhuis vervangen; alleen het oude bouwhuis bleef behouden.
Het gezin verbleef vooral in de zomermaanden op Noorddeurningen. Johan besteedde veel aandacht aan een moderne agrarische bedrijfsvoering, maar overleed onverwacht in 1875. Weduwe Margaretha verkocht direct de havezate aan Maximilian Heereman van Zuydwyck te Surenberg bij Tecklenburg, maar behield zelf de landerijen en boerderijen. Deze werden in 1915 overigens alsnog verkocht en wel aan Jan Adriaan Laan. Hij bracht de goederen vervolgens onder in de N.V. Landlust en in 1919 werden de tien boerenerven en ruim 156 hectare grond te gelde maakte. Hiermee raakte het aloude bezit van de havezate alsnog versnipperd over meerdere eigenaren.

### Klooster
De nieuwe eigenaar van het herenhuis in 1875 was Maximilian Heereman van Zuydwyck te Surenberg bij Tecklenburg. Hij was in Duitsland betrokken bij de Kulturkampf en de Deutsche Zentrumspartei. Hij had de havezate Noorddeurningen aangekocht om er de zusters Franciscanessen uit Thuine in onder te brengen, die uit Duitsland weg wilden vanwege de Kulturkampf. Zij betrokken nog datzelfde jaar de leegstaande havezate en legden zich toe op de verpleging van zieken en verzorging van kinderen. In het huis werd een kapel ingericht, gewijd aan Sint Nicolaas. Vanaf 1876 werd het huis een opvangtehuis voor verlaten kinderen. Hiertoe werden niet alleen verbouwingen uitgevoerd, maar er volgde ook nieuwbouw, zoals in 1880 een jongenshuis en in 1897 een nieuwe kloosterkerk. Het oude bouwhuis moest vanwege de uitbreidingen het veld ruimen.
In 1900 werd de congregatie zelfstandig en ging Gestigt der zusters van den Heiligen Nicolaas heten, kortweg het St. Nicolaasgesticht of St. Nicolaasstichting. Ze richtten datzelfde jaar nog een nieuw tehuis op in Lochem. In 1903 kocht de congregatie het gehele complex Noorddeurningen over van Maximilian Heereman. In 1916 werd een nieuw rectoraat aan het klooster toegevoegd. Toen in 1920 het pensionaat verhuisde naar Duitsland werd de leeggekomen ruimte in gebruik genomen door een landbouwhuishoudschool. Nieuwe uitbreidingen volgden: in 1922 een gebouw om verwaarloosde jongens in op te vangen, in 1925 een jongensschool, in 1934 een noviciaat voor meisjes en in 1935 een nieuwe kapel. Tot slot werd in 1939 een rusthuis geopend voor oude en zieke zusters. Ook buiten Denekamp was het klooster actief: in 1962 werd de havezate Eschede gekocht om er een bejaardentehuis in onder te brengen.

## Beschrijving
Begin 17e eeuw werd de omgrachte havezate gebouwd door Berend Moerbecke. Dit huis werd in 1708 onder leiding van architect Lubbert Hagen verbouwd. In de jaren 1712-1713 volgden opnieuw verbouwingen. Het L-vormige herenhuis beschikte over een grote zaal, enkele kamers, een keuken, diverse kelders, een zolder en een korenzolder. In het bouwhuis bevonden zich onder andere stallen en een timmerhuis. De toegang tot het complex liep via een brug en toegangshek.
Het nieuwe herenhuis dat in 1863-1864 door Johan Melchior Roessing Udink is gebouwd, is grotendeels bewaard gebleven als onderdeel van het klooster. Het huis is gebouwd in neoclassicistische stijl en wordt afgedekt met een mansardedak. Het jongenshuis werd in 1880 gebouwd in neorenaissancestijl. De kloosterkerk is een pseudobasilicale kruiskerk en dateert uit 1896-1897. Rondom ligt een park met een 18e-eeuwse lanenstructuur.
Het toegangshek dateert uit begin 18e eeuw en is geplaatst door het echtpaar Adolf Hendrik van Rechteren van Almelo en diens echtgenote Sofia Juliana von Castell. Dit hek is een rijksmonument.
Huis Almelo · Backenhagen · Bellinckhof · Beugelskamp · Beverfeurde · Hof te Boekelo · Borgbeuningen · Brecklenkamp · Huis Diepenheim · Dubbelink · Eeshof · Elsen · Everlo · Eversberg · Grimberg · Grotenhuis · Hagmeule · Heeckeren · Huis Hengelo · Herinckhave · Hoikink · Kevelham · Nijenhuis · Noorddeurningen · Oldemeule · Oldenhof · Olidam · Oosterhof · Huis te Ootmarsum · Pekkedam · Huis Saasveld · Scherpenzeel · Singraven · Stoevelaar · Twickel · Warmelo · Weemselo · Wegdam · Weldam · Weleveld · Westerflier · Woeste